# Yasin Ayari
Yasin Abbas Ayari (* 6. Oktober 2003 in Solna) ist ein schwedischer Fußballspieler mit marokkanischen und tunesischen Wurzeln, der aktuell bei Brighton unter Vertrag steht und an Blackburn Rovers ausgeliehen ist.

## Karriere

### Verein
Ayari begann seine fußballerische Ausbildung bei AIK Solna. Nachdem er im Januar 2020 einen Vertrag mit der U19 unterzeichnete, spielte er für diese insgesamt 15 Mal und schoss sieben Tore. In der Allsvenskan debütierte er am letzten Spieltag der Saison 2020, als er bei einem 2:2-Remis gegen IF Elfsborg in der Startelf stand. Dies war jedoch, neben mehreren Spielen auf der Bank sein einziger Saisoneinsatz in der Profimannschaft.
Anfang 2023 wechselte Ayari für 4 Mio. Euro nach Brighton & Hove Albion. Am 4. April 2023 debütierte er nach Einwechslung bei einem 2:0-Sieg über den AFC Bournemouth in der Premier League. Nach drei Einsätzen 2022/23 wurde Ayari nach der Saison für ein Jahr in die EFL Championship an Coventry City verliehen. Diese Leihe wurde im Januar 2024 vorzeitig beendet und Ayari für den Rest der Saison an die Blackburn Rovers verliehen.

### Nationalmannschaft
Im Mai 2019 kam Ayari zu zwei Einsätzen für das schwedische U16-Nationalteam. Seit 2021 ist er für die U19-Juniorennationalmanschaft aktiv. Nachdem er ab November 2022 auch für die U21-Nationalmannschaft gespielt hatte, debütierte er im Januar 2023 in einem Freundschaftsspiel gegen Finnland für die A-Nationalmannschaft Schwedens.